# Rádlo (przystanek kolejowy)
Rádlo – przystanek kolejowy w miejscowości Rádlo, w kraju libereckim, w Czechach. Znajduje się na wysokości 480 m n.p.m..
Jest zarządzany przez Správę železnic. Na przystanku nie ma możliwości zakupu biletów, a obsługa podróżnych odbywa się w pociągu.

## Linie kolejowe
- 030 Pardubice – Jaroměř – Liberec